# Мејпл Лејк (Минесота)
Мејпл Лејк (енгл. Maple Lake) град је у америчкој савезној држави Минесота.

## Демографија
По попису из 2010. године број становника је 2.059, што је 426 (26,1%) становника више него 2000. године.
| Група             | 2000.         | 2010.         |
| Белци             | 1.605 (98,3%) | 1.993 (96,8%) |
| Афроамериканци    | 4 (0,2%)      | 14 (0,7%)     |
| Азијати           | 3 (0,2%)      | 6 (0,3%)      |
| Хиспаноамериканци | 16 (1,0%)     | 19 (0,9%)     |
| Укупно            | 1.633         | 2.059         |